# 조베르트 아라우주 마르칭스
조베르트 아라우주 마르칭스 (1975년 1월 7일 ~ )는 브라질의 전 축구 선수이다.

## 통계
| 브라질 | 브라질 | 브라질 |
| 연도   | 출전   | 골     |
| ------ | ------ | ------ |
| 1995   | 2      | 0      |
| 1996   | 2      | 0      |
| 1997   | 0      | 0      |
| 1998   | 0      | 0      |
| 1999   | 8      | 0      |
| 합계   | 12     | 0      |